# Ian Walsh
Pour les articles homonymes, voir Walsh.
Ian Patrick Walsh (né le 4 septembre 1958 à St David's) est un footballeur gallois international.

## Carrière

### Club
Walsh a commencé sa carrière à Crystal Palace, remportant la FA Youth Cup en 1977, avant de passer en équipe première, faisant ses débuts lors d'une défaite 2-1 contre Chester City le 4 septembre 1976 à l'âge de 18 ans. Il est un membre clef de l'équipe pendant l'année du titre du club en deuxième division lors de la saison 1978-1979. Après avoir joué plus de cent matchs pour le club, il est transféré à Swansea City en février 1982, passant deux saisons à Vetch Field (en) avant de partir après la relégation du club en 1984. 
Il réalise ensuite deux saisons à Barnlsey, marquant quinze buts, puis participe à la promotion de Grimsby Town dès sa première saison avec le club. Sa seconde saison au club est marquée par de nombreuses petites blessures. Il est autorisé à quitter le club et part pour Cardiff City. Il est remplacement dans la majorité de ses apparitions avec Cardiff. Il est forcé de prendre sa retraite sportive en 1989.

### International
Walsh marque un but dès sa première sélection en équipe nationale galloise en septembre 1979 lors d'une victoire 2-1 sur la république d'Irlande. Il devient titulaire lors des quatre années suivantes. Il réalise sa dernière apparence le 2 juin 1982 lors d'une victoire 1-0 sur la France.

## Après football
Walsh est actuellement commentateur de football pour la BBC Wales.
Il est l'oncle de l'international Simon Davies.